# شهرستان یوانلینگ
شهرستان یوانلینگ (به لاتین: Yuanling County) یک شهرستان‌های جمهوری خلق چین در چین است که در هیوایهوا واقع شده‌است. شهرستان یوانلینگ ۵٬۸۲۵٫۵۱ کیلومتر مربع مساحت و ۵۸۲٬۵۸۲ نفر جمعیت دارد.